# Марьясов, Пётр Иванович
Пётр Ива́нович Марья́сов (21 сентября 1916, Кулун, Ачинский уезд, Енисейская губерния, Российская империя — 28 октября 1981, Ялта, Крымская АССР, Украинская ССР, СССР) — подполковник Советской Армии, участник Великой Отечественной войны, Герой Советского Союза (1943).

## Биография
Пётр Марьясов родился 21 сентября 1916 года в селе Кулун (ныне — Ужурский район Красноярского края). После окончания Ростовского электромеханического техникума работал электриком. В 1941 году Марьясов был призван на службу в Рабоче-крестьянскую Красную Армию. Окончил курсы младших лейтенантов. С 1942 года — на фронтах Великой Отечественной войны.
К сентябрю 1943 года лейтенант Пётр Марьясов командовал взводом 9-го отдельного понтонно-мостового батальона 60-й армии Центрального фронта. Отличился во время битвы за Днепр. 20 сентября 1943 года взвод Марьясова переправлял танки на пароме на плацдарм на западном берегу Днепра в районе села Староглыбов Козелецкого района Черниговской области Украинской ССР. Когда погиб катерист, Марьясов заменил его собой и, починив повреждение, успешно переправил танки на правый берег. Продолжал обеспечивать переправу, трое суток работая без отдыха.
Указом Президиума Верховного Совета СССР от 17 октября 1943 года лейтенант Пётр Марьясов был удостоен высокого звания Героя Советского Союза с вручением ордена Ленина и медали «Золотая Звезда».
После окончания войны Марьясов продолжил службу в Советской Армии. В 1977 году в звании подполковника он был уволен в запас. Проживал в Ялте. Скончался 28 октября 1981 года, похоронен на Старом городском кладбище в Ялте.
Был также награждён орденом Отечественной войны 1-й степени и рядом медалей.